# Nurcan Taylan
Nurcan Taylan (ur. 29 października 1983 w Ankarze w Ankarze) – turecka sztangistka, mistrzyni olimpijska z Aten, mistrzyni świata, sześciokrotna mistrzyni Europy.
Największym jej sukcesem jest złoty medal igrzysk olimpijskich 2004, mistrzostwo świata oraz sześciokrotne mistrzostwo Europy. Startowała również w igrzyskach olimpijskich w Pekinie, nie odnosząc sukcesów. Obecnie startuje w kategorii do 48 kg.
9 sierpnia 2016 roku MKOL opublikował raport, z którego wynika że Taylan stosowała niedozwolone środki podczas Igrzysk w Pekinie. W konsekwencji została ona zdyskwalifikowana a jej olimpijskie wyniki zostały anulowane.